# Plic

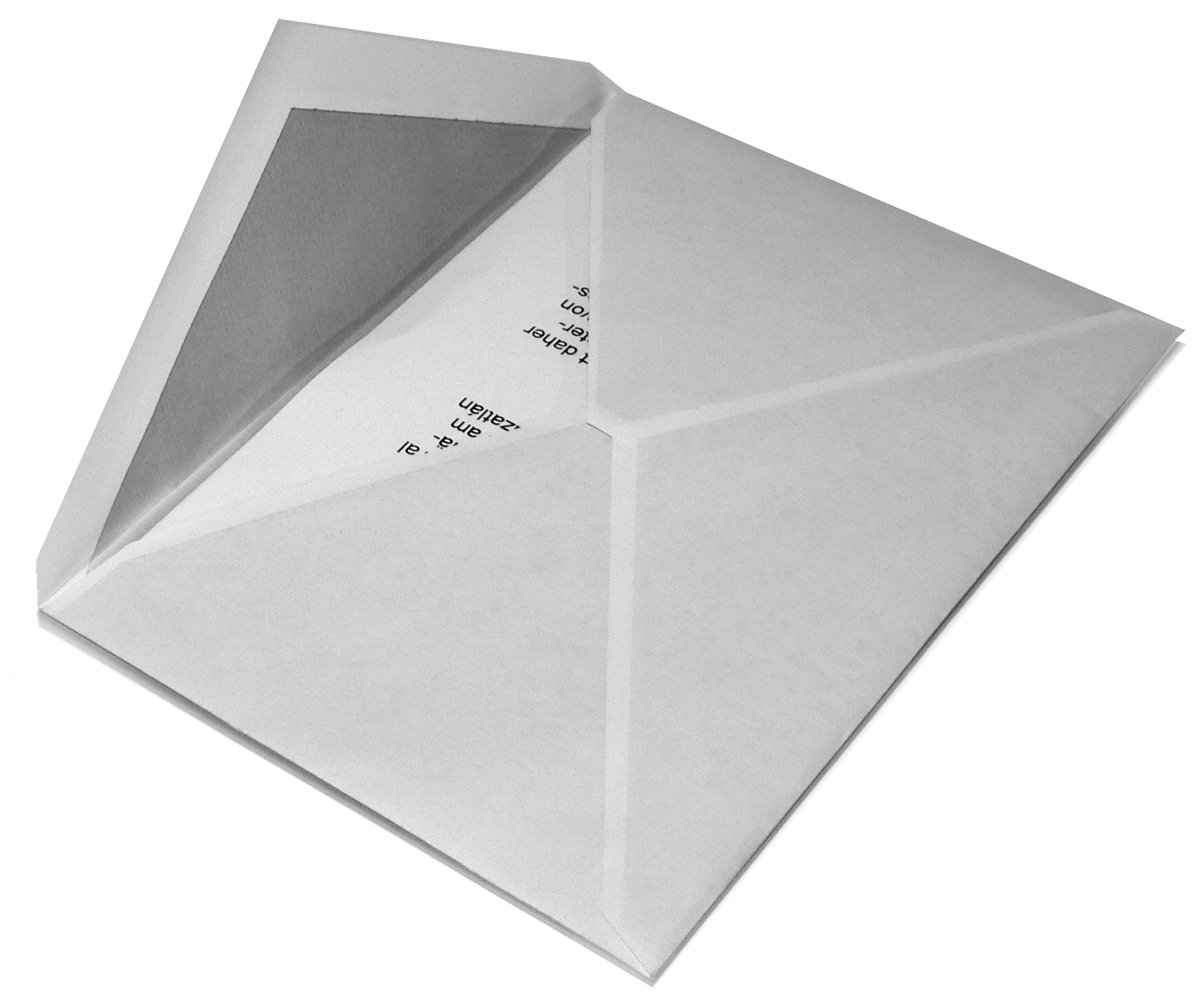
Un plic deschis în care este o scrisoare.

Plicul este un obiect confecționat prin plierea unei coli de hârtie sau de plastic, utilizat pentru împachetarea sau depozitarea actelor, documentelor, obiectelor de dimensiuni mici și pentru distribuirea corespondenței.